# فرودگاه شهری ال لانو
فرودگاه شهری ال لانو (به انگلیسی: Llano Municipal Airport) یک فرودگاه همگانی بهره‌برداری هوایی است که یک باند فرود آسفالت دارد و طول باند آن ۱۲۸۱ متر است. این فرودگاه در کشور ایالات متحده آمریکا قرار دارد و در ارتفاع ۳۳۶ متری از سطح دریا واقع شده است.